# Oddone Scarito
Oddone Scarito, znany także jako Oddo Scariddi i Oddone Scariddi – pierwszy kapitan regent San Marino (wspólnie z Filippem da Sterpeto).
Scarito i da Sterpeto są pierwszymi poświadczonymi przez dokumenty kapitanami regentami San Marino. Dokument z dnia 12 grudnia 1243 roku nie wymienia ich jednak jako kapitanów regentów, ale jako „konsulów” (kapitanami regentami zaczęto ich nazywać w XIV wieku). Ich kadencja rozpoczęła się w październiku lub w grudniu 1243 roku (według niektórych źródeł w 1244 roku). W drugiej poświadczonej kadencji (trwającej najpóźniej od 1 kwietnia 1253 prawdopodobnie do kwietnia przyszłego roku) sprawował władzę z Andreą Superchim. Oddone Scarito jest również znany z pierwszego historycznego dokumentu związanego z uprawą winorośli w San Marino. W 1253 roku odkupił od hrabiego Taddeo di Montefeltriego kawałek ziemi uprawnej w Castello di Casole, na którym znajdowała się plantacja winogron.
Jego imieniem i nazwiskiem nazwanych jest kilka ulic w San Marino.